# Intet Menneskebarn
Intet Menneskebarn er debutalbummet fra det danske folkmetalband Huldre. Det blev udgivet i den 10. juni 2012 og blev godt modtaget af anmelderne.

## Spor
1. "Ulvevinter" - 4:01
2. "Trold" - 4:49
3. "Skovpolska" - 3:34
4. "Brandridt" - 6:39
5. "Gennem Marksen" - 3:24
6. "Vaageblus" - 6:21
7. "Havgus" - 3:42
8. "Spillemand" - 3:02
9. "Beirblakken" (traditionel) - 5:22
10. "Knoglekvad" - 3:36
11. "Skærsild" - 6:05

## Personel
- Bjarne Kristiansen - bas
- Jacob Lund - trommer, percussion
- Lasse Olufson  - guitar, lut
- Laura Emilie Beck - violin
- Nanna Barslev - vokal
- Troels Dueholm Nørgaard - fløjte, drejelire